# Simonstorp

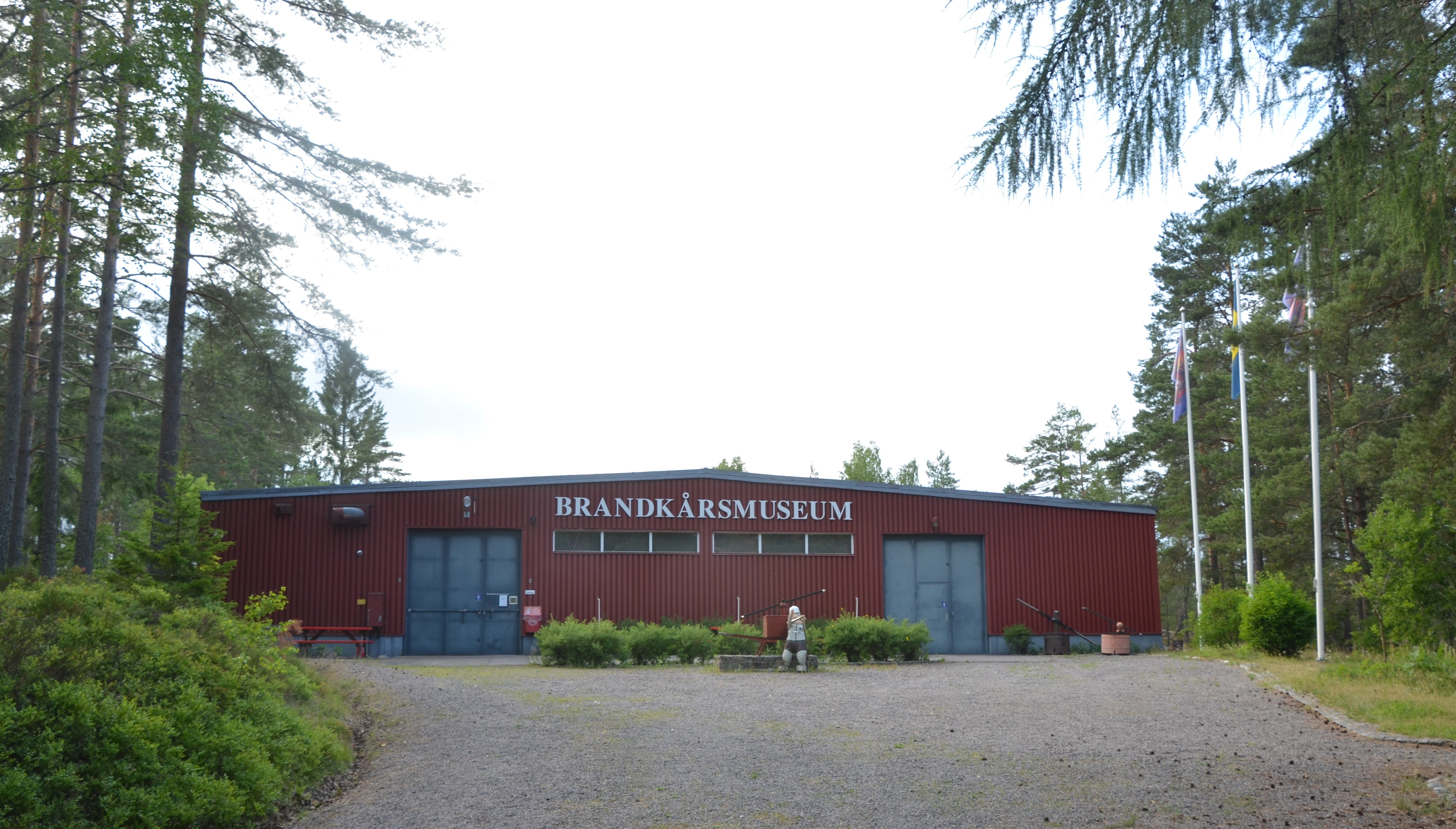
Brandkårsmuseet i Simonstorp

Simonstorp är en tätort och stationssamhälle i Norrköpings kommun och kyrkbyn i Simonstorps socken. Orten ligger 23 kilometer norr om centralorten Norrköping.
Genom Simonstorp passerar järnvägen mellan Katrineholm och Norrköping samt riksväg 55. 

## Historia
Simonstorps kyrka stod färdig 1650.
När järnvägen anlades öppnades en järnvägsstation i Simonstorp i juli 1866 där det även fanns poststation. Från Simonstorp skickades främst skogsprodukter som träkol samt glas från Reijmyre glasbruk. Mellan glasbruket och Simonstorp anlades under 1890-talet en linbana som användes för att skicka varor mellan de två orterna. Linbanan var i bruk fram till 1926 och revs sedan. Många ånglok gjorde ett längre uppehåll i Simonstorp för att fylla på vatten och det fanns också en servering för passagerarna.

### Befolkningsutveckling
| Befolkningsutvecklingen i Simonstorp 1960–2020 | Befolkningsutvecklingen i Simonstorp 1960–2020 | Befolkningsutvecklingen i Simonstorp 1960–2020 | Befolkningsutvecklingen i Simonstorp 1960–2020 | Befolkningsutvecklingen i Simonstorp 1960–2020 |
| ---------------------------------------------- | ---------------------------------------------- | ---------------------------------------------- | ---------------------------------------------- | ---------------------------------------------- |
|                                                |                                                |                                                |                                                |                                                |
| År                                             |                                                |                                                | Folkmängd                                      | Areal (ha)                                     |
| 1960                                           | 1960                                           |                                                | 220                                            |                                                |
| 1970                                           | 1970                                           |                                                | 209                                            |                                                |
| 1975                                           | 1975                                           |                                                | 238                                            |                                                |
| 1980                                           | 1980                                           |                                                | 266                                            |                                                |
| 1990                                           | 1990                                           |                                                | 246                                            | 51                                             |
| 1995                                           | 1995                                           |                                                | 245                                            | 51                                             |
| 2000                                           | 2000                                           |                                                | 247                                            | 51                                             |
| 2005                                           | 2005                                           |                                                | 236                                            | 51                                             |
| 2010                                           | 2010                                           |                                                | 258                                            | 51                                             |
| 2015                                           | 2015                                           |                                                | 242                                            | 45                                             |
| 2020                                           | 2020                                           |                                                | 261                                            | 45                                             |
| Anm.: Ej tätort 1965-1970.                     |                                                |                                                |                                                |                                                |